# Sergio Canales
Sergio Canales Madrazo (ur. 16 lutego 1991 w Santanderze) – hiszpański piłkarz, występujący na pozycji środkowego lub ofensywnego pomocnika w meksykańskim klubie CF Monterrey. W latach 2019–2023 reprezentant Hiszpanii. Zwycięzca Ligi Narodów 2022/23.
W swojej karierze występował m.in. w takich klubach jak: Real Betis, Real Sociedad, Real Madryt czy Valencia CF.

## Kariera
Mając 10 lat został zapisany przez rodziców do młodzieżowej szkółki Racingu Santander. Przed sezonem 2008–09 został przesunięty do pierwszej drużyny Racingu.
18 września 2008 Canales zaliczył debiut w zespole Racingu Santander. Jego zespół grał wówczas mecz Pucharu UEFA przeciwko FC Honka. Hiszpanie wygrali to spotkanie 1:0.
5 października zadebiutował z kolei w rozgrywkach ligowych w meczu przeciwko CA Osasuna. Ówczesny szkoleniowiec Kantabryjczyków, Juan Carlos Mandia wprowadził młodego Hiszpana w 81. minucie spotkania. Mecz zakończył się wynikiem 1:0 na korzyść Racingu.
Nieco ponad trzy tygodnie później, Canales doczekał się kolejnego debiutu. Tym razem w rozgrywkach Copa del Rey przeciwko Realowi Murcia. 17-letni wówczas Sergio zaliczył pełne 90 minut na Estadio Nueva Condomina.
6 grudnia 2009 roku zdobył dwie bramki w wygranym 4:0 spotkaniu przeciwko Espanyolowi Barcelona.
Parę tygodni później, trafił dwukrotnie do siatki Sevilli (1:2), dając swojej drużynie trzy punkty.
12 lutego 2010 roku, stał się oficjalnie piłkarzem Realu Madryt podpisując 6 letni kontrakt, który obowiązuje od 1 lipca 2010 roku.
5 sierpnia 2010 zdobył swoją pierwszą bramkę dla Realu Madryt w debiucie w okresie przygotowawczym do sezonu 10/11 przeciwko meksykańskiemu – Club America w San Francisco strzelając gola na 1:0 w 34 minucie. Mecz zakończył się wygraną drużyny z Madrytu 3:2.
| Sezon                      | Klub                       | Kraj                       | Rozgrywki                  | Mecze | Bramki |
| -------------------------- | -------------------------- | -------------------------- | -------------------------- | ----- | ------ |
| 2008/09                    | Racing Santander           | Hiszpania                  | Primera División           | 6     | 0      |
| 2009/10                    | Racing Santander           | Hiszpania                  | Primera División           | 26    | 6      |
| 2010/11                    | Real Madryt                | Hiszpania                  | Primera División           | 10    | 0      |
| 2011/12                    | Valencia CF                | Hiszpania                  | Primera División           | 11    | 1      |
| 2012/13                    | Valencia CF                | Hiszpania                  | Primera División           | 13    | 2      |
| 2013/14                    | Valencia CF                | Hiszpania                  | Primera División           | 19    | 0      |
| 2013/14                    | Real Sociedad              | Hiszpania                  | Primera División           | 16    | 2      |
| 2014/15                    | Real Sociedad              | Hiszpania                  | Primera División           | 36    | 4      |
| 2015/16                    | Real Sociedad              | Hiszpania                  | Primera División           | 16    | 0      |
| 2016/17                    | Real Sociedad              | Hiszpania                  | Primera División           | 30    | 0      |
| 2017/18                    | Real Sociedad              | Hiszpania                  | Primera División           | 36    | 4      |
| 2018/19                    | Real Betis                 | Hiszpania                  | Primera División           | 32    | 7      |
| Łącznie w Primera División | Łącznie w Primera División | Łącznie w Primera División | Łącznie w Primera División | 267   | 24     |

Stan na 2 maja 2019 r.

## Reprezentacja
W 2008 roku w Turcji sięgnął po mistrzostwo Europy z reprezentacją Hiszpanii do lat 17. Kolejny sukces ze swoją drużyną narodową odniósł w XXXV edycji Atlantic Cup w Gran Canaria. W finale tych rozgrywek Canales zdobył jedną z bramek oraz został wybrany najlepszym graczem turnieju.
W 2009 roku został powołany na mistrzostwa Europy do lat 19, które odbyły się na Ukrainie w dniach 18 lipca – 2 sierpnia. Hiszpanie zostali jednak wyeliminowani już w pierwszym etapie turnieju.

## Sukcesy

### Real Madryt
- Puchar Hiszpanii: 2011

### Reprezentacja
- Mistrzostwo Europy U-17 2008  Złoto
- Mistrzostwa Europy U-19: 2010  Srebro

### Indywidualnie
- Najlepszy zawodnik XXXV edycji Copa del Atlantico
- Trofeum „Un Sueño"